# Children Underground
Children Underground es un documental dirigido por Edet Belzberg estrenado en 2001.
En un intento de aumentar la mano de obra rumana, el exdictador comunista Nicolae Ceauşescu ilegalizó la contracepción y el aborto en 1966. Miles de niños no deseados fueron trasladados a orfanatos públicos en los que vivían en terribles condiciones. Con la caída del comunismo, muchos de esos niños pasaron a vivir en la calle, muchos de ellos provenientes de los orfanatos, mientras otros pertenecían a familias que se habían empobrecido. Hoy en día hay 20000 niños viviendo en la calle debido a que los recursos para darles un techo son muy limitados en su país.
Children Underground narra la historia de cinco niños de la calle que tienen entre ocho y dieciséis años y que viven en una estación de metro de Bucarest, Rumanía. Estos niños son vistos a diario por adultos que les ignoran mientras ellos se mueren de hambre, timan, roban y buscan desesperadamente alguna lata de pintura para colocarse.
Belzberg y su cámara, Wolfgang Held, se mantienen distantes viendo a los niños mendigar, pelearse y durmiendo en cajas de cartón, en estaciones de tren o en parques públicos, mientras inhalan Aurolac, una pintura basada en aluminio que contiene fluidos intoxicantes, dentro de bolsas de plástico. En el epílogo, Belzberg y su equipo regresan un año después para descubrir que la policía ha desalojado a los niños de la estación y que algunos han acabado en casas de acogida mientras otros se han trasladado a zonas de la ciudad con obras abandonadas, un símbolo irónico de un futuro prometedor que nunca llegó. Belzberg se aleja de las polémicas relacionadas con la descontrolada explotación sexual de la que sufren estos niños, así como del hecho de que uno de los mayores peligros a los que se exponen son las enfermedades de transmisión sexual, incluyendo el SIDA, porque el infierno urbano que presenta ya es suficiente. La mendicidad ya es algo familiar para muchos de los habitantes de las ciudades más ricas del mundo, pero rara vez la situación se presenta tan difícil y con unas víctimas tan desesperadas.
Una de las jóvenes a las que la directora Belzberg sigue es Cristina Ionescu, quien a primera vista puede parecer un hombre joven, pero posteriormente explica que las chicas tienen que volverse más duras y más masculinas para poder sobrevivir. Lo mismo ocurre con otra chica, Violeta Macarena Rosu. Su apodo, Macarena, deriva de la canción Macarena, que es su favorita. Aparecen otros tres niños: Mihai Tudose y los hermanos Ana y Marian.
La película explora las vidas de estos niños que aparecen peleándose, abusando los unos de los otros y enganchándose a inhalar un colorante usado para cromados llamado Aurolac. Los productores acompañaron a Mihai a casa de sus padres en la ciudad de Constanza. Aparecen escenas similares con Ana y Marian, que visitaron a sus familias en las afueras de Bucarest.

## Los niños de la calle en el documental
- Cristina Ionescu

De 16 años, pasó parte de su infancia en un orfanato en el que abusaron de ella física y sexualmente. Abandonó el orfanato a los 11 años para irse a vivir a la calle cuando intentaron internarla en un centro de salud mental. Cristina empezó a vestirse como un chico para parecer más dura, puesto que las chicas de la calle tienen que enfrentarse a situaciones muy complicadas. Cristina es la líder de los niños que viven en el metro.
- Mihai Alexandre Tudose

De 11 años, se escapó de casa cuando tenía 8. Sus padres eran alcohólicos y su padre abusaba de él. Echa de menos a su hermana y a su madre y se siente culpable por haberles abandonado. Desear llegar a algo en la vida, tener una casa e ir a la escuela. Se niega a mendigar como el resto de los niños y, por eso, ayuda a los reponedores de las tiendas a cambio de algo de dinero. Se corta mientras todos los niños van a un parque (Ana tiene una pataleta y la paga con él) y se le ve sufriendo emocionalmente.
- Violeta Macarena Rosu

De 14 años, vivía en el mismo orfanato que Cristina. Cristina la protege porque Macarena es callada y sumisa. De todos los niños es la que más enganchada está al Aurolac, prefiriendo esnifar antes que comer. Macarena no conoce ni su nombre real, ni a sus padres y tampoco sabe cuándo es su cumpleaños. El apodo Macarena viene de la canción con el mismo nombre, que es su favorita y que le encanta bailar.
- Ana Turturica

De 10 años, se escapó de sus deplorables condiciones en una casa sin luz, comida ni ropa. Se niega a hablar de la situación en su casa y se empecina en decir que su familia la quiere y que ella les quiere mucho, pero que es mejor vivir así. Tras escaparse acaba volviendo a casa, para traerse a su hermano Marian y que viva en la calle con ella. Ana tiene muchos problemas y su padrastro intenta, sin éxito, llevarla dos veces de vuelta a casa.
- Marian Turturica

De 8 años, es el hermano pequeño de Ana. Aunque no le gusta la vida en la calle se mantiene muy unido a su hermana.

## ¿Dónde están ahora?
La edición en DVD incluía material extra con información adicional acerca de los niños después del regreso a la zona ya previsto en el documental.
Cristina, que ahora tiene 19 años, es adicta a la heroína y está embarazada de tres meses. Se muestra poco esperanzada a la hora de dejar las drogas y su bebé es entregado a una ONG de adopciones. Sigue viviendo en las calles, con el único dinero que le trae su amiga que se dedica a la prostitución.
Mihai, que ahora es un hombre joven, vivió en Bélgica con un hombre que pasó seis meses buscándole en Bucarest. Durante un tiempo recibió educación general y clases de francés antes de regresar a Bucarest para vivir con un trabajador social.
Marian ahora tiene 12 años y fue trasladado a un hogar infantil, en el que todavía reside, tras una redada policial en Piața Victoriei.
Ana, que ya tiene 14 años, ha estado viviendo con sus padres después de que la policía les amenazara con denunciarlos por abandono. Vivió un tiempo ahí y fue denunciada por haberse prostituido, antes de que la policía la detuviera.
Violeta Macarena sigue viviendo en las calles, sola y lejos de Cristina porque los chicos mayores la pegan en las obras abandonadas. Sigue esnifando Aurolac y se dice que también es adicta a la heroína.

## Premios y reconocimientos
La película ganó el Premio Especial del Jurado en 2001 en el Festival de Cine de Sundance. Fue nominada al Óscar al mejor deocumental largo.
- Datos: Q5098354